# Eduard von Simson
Martin Eduard Sigismund (sinds 1888 von) Simson (Koningsbergen, 10 november 1810 - Berlijn, 2 mei 1899) was een Duits jurist en liberaal politicus. Hij leidde tweemaal een deputatie die twee verschillende Pruisische koningen de keizerskroon aanbood. De laatste deputatie was succesvol en leidde tot de oprichting van het Duitse Keizerrijk in 1871.
Zijn broer Georg Bernhard Simson was eveneens jurist en afgevaardigde in het Frankfurter Parlement. Zijn zoon Bernhard von Simson was historicus.

## Leven
Simson, een Jood die zich in 1823 tot het protestantse christendom bekeerde, studeerde van 1826 tot 1829 in zijn geboortestad staats- en rechtswetenschap en vervolgens in Berlijn, Bonn en Parijs. In 1831 werd hij privaatdocent te Koningsbergen, in 1833 hoogleraar in het Romeins recht.
Hij werd in 1846 raad aan het Pruisische hooggerechtshof te Koningsbergen. Deze stad koos hem in het revolutiejaar 1848 tot afgevaardigde in het Frankfurter Parlement, waarvan hij meteen secretaris, op 2 oktober vicepresident en op 18 december president werd. Op 3 april 1849 leidde hij de deputatie die Frederik Willem IV van Pruisen vergeefs de Duitse keizerskroon aanbood. Hierna toonde hij zich in de Pruisische Tweede Kamer een van de vlotste sprekers en in 1850 leidde hij van het begin tot het eind het Erfurter Parlement, waar Otto von Bismarck onder hem werkte.
De jaren 1852-1859 wijdde Simson aan zijn juridische loopbaan. Hij werd in dat laatste jaar weer lid van het Pruisische Huis van Afgevaardigden en was daarvan in 1861 en 1862 president. In 1860 werd hij vicepresident en in 1869 president van het hof van appel te Frankfurt (Oder). De Rijksdag van de Noord-Duitse Bond en het Zollparlament benoemden de goede redenaar Simson in 1867 tot eerste president. In december 1870 stond hij aan het hoofd van de deputatie die Wilhelm I de keizerskroon aanbood. In het na de aanvaarding daarvan gestichte Duitse Keizerrijk werd hij wederom president van de Rijksdag. In 1874 liet hij zich om gezondheidsredenen niet herkiezen en in 1877 trok hij zich uit de politiek terug. Hij werd in 1879 eerste president van het Reichsgericht. De liberale keizer Frederik III verhief hem in 1888 in de erfelijke adelstand.

## Nagedachtenis
Simson werd in 1883 ereburger van de stad Leipzig waar ook een straat, een brug en een plein naar hem zijn vernoemd. De gedenkplaat aan zijn voormalige woonhuis te Frankfurt (Oder) werd in 1933 door de nazi's verwijderd en is pas na de Duitse Hereniging teruggeplaatst.